# Fuaʻamotu (Tongatapu)
Fuaʻamotu (auch: Vai ko Latai, „Latai’s Wasser“) ist ein Ort in der Inselgruppe Tongatapu im Süden des pazifischen Königreichs Tonga.
Im Jahr 2021 hatte Fuaʻamotu 1675 Einwohner.

## Geographie
Der Ort liegt an der Südküste der Insel, südlich des Flughafens Fuaʻamotu und westlich von Nakolo. Zwischen Fuaʻamotu und Nakolo befindet sich die höchste Erhebung von Tongatapu (65 m).